# Luisa Sofovich
Luisa Sofovich (Buenos Aires, 1905 - Buenos Aires, 1970) fue una escritora argentina, autora de diversas novelas, libros de narraciones y biografías. Su segundo marido fue el escritor Ramón Gómez de la Serna.

## Biografía
Era hija David Sofovich y Fanny Yasky, rusos de origen judío que emigraron a la Argentina. Uno de sus hermanos fue el periodista y guionista Manuel Sofovich, quien luego sería padre de los productores Hugo y Gerardo Sofovich. Otro de sus hermanos fue el abogado Bernardo Sofovich, padre de la directora de teatro Laura Sofovich Yusem.
Se casó siendo joven con Alfredo Manuel Ghioldi, con quien tuvo un hijo en 1930, y se separó cuando éste tenía pocos meses de vida. En el año 1931 conoció al escritor Ramón Gómez de la Serna en una de las conferencias organizadas por el P.E.N. Club argentino, en el primer viaje de Ramón a América. Debido a esto, Gómez de la Serva retrasa su regreso a España para que Luisa pueda divorciarse de su marido. Una vez logrado esto, se mudan a Madrid. Ramón Gómez de la Serna llamaba a Luisa como "Luisita" o "La Flechadora Criolla".
Durante este tiempo, Luisa se sentía mal en Madrid, y al cabo de un año de convivencia la añoranza iba en aumento. La exposición del libro español en Buenos Aires solicita su presencia como miembro del comité organizador, y simultáneamente se organiza un ciclo de conferencias. Esto supuso la oportunidad para que la pareja regrese a la Argentina. La exposición fue muy visitada, sobre todo por los lectores de La Nación. En octubre inician el regreso a Europa.
Durante esos años, Luisa cae enferma de septicemia y eso preocupa a Ramón. El estallido de la guerra civil española sorprende a la pareja en Madrid. Luisa empieza a buscar apoyos en el periódico La Nación para poder sacar a Ramón y a su familia de España, y posteriormente se acordó que se celebraría el congreso internacional del PEN Club en Buenos Aires. Gómez de la Serna y Azorín habían inaugurado anteriormente el PEN Club en España. Se planeó la salida por un puerto republicano que permitiese su acceso a Francia y decidieron hacer el viaje cuando le llegó la confirmación de los tres pasajes en el transatlántico Belle Isle desde Burdeos. Finalmente el puerto fue Alicante y allí un carguero italiano les lleva a Marsella y posteriormente un viaje en tren hasta Burdeos. En Burdeos, en pasaje de tercera, comenzaron el viaje a Montevideo con escala en Lisboa.
En 1949, ambos emprenden un breve viaje a España, pasando por Bilbao, Madrid y Barcelona, antes de regresar a Buenos Aires. Tras la muerte de su marido en 1963, Sofovich llevó de regreso a Madrid los recuerdos materiales del escritor para establecer el Museo de Ramón, que el municipio madrileño acogió e instaló para honrar su memoria. La mayor parte de la documentación escrita de Gómez de la Serna y buena parte de la de Sofovich fue adquirida por la Biblioteca Nacional de España, donde se conserva actualmente.